# NGC 5093
NGC 5093 (другие обозначения — UGC 8373, MCG 7-27-60, ZWG 217.29, PGC 46472) — спиральная галактика (Sa) в созвездии Гончие Псы.
Этот объект входит в число перечисленных в оригинальной редакции «Нового общего каталога».